# Huis Gemaakt
Huis Gemaakt is een Vlaams programma dat wordt gepresenteerd door Dina Tersago en dat sinds 2021 wordt uitgezonden op VTM.
In seizoen 1 zijn de panden gelegen in Laakdal, Lokeren en Kortrijk. In seizoen 2 lagen de panden in Boortmeerbeek, Beringen en Antwerpen. In seizoen 3 liggen ze in Hasselt, Aalst en opnieuw in Antwerpen.
Voor seizoen 4 zijn er dit keer vier panden te renoveren. Deze liggen in Nieuwpoort, Mechelen, Lummen en Haasdonk.

## Overzicht
| Seizoen | Seizoen | Presentatie  | Jury             | Jury           | Jury            | Werfleider         | Panden                              | Winnaars                   | Runner-up(s)                                      |
| ------- | ------- | ------------ | ---------------- | -------------- | --------------- | ------------------ | ----------------------------------- | -------------------------- | ------------------------------------------------- |
| 1       | 2021    | Dina Tersago | Cerina Marchetta | Gert Voorjans  |                 |                    | Laakdal Lokeren Kortrijk            | Antje & Ruben (Lokeren)    | Harry & Jerina (Kortrijk) Amber & Kenny (Laakdal) |
| 2       | 2022    | Dina Tersago | Cerina Marchetta | Gert Voorjans  | Hadisa Suleyman | Johny Kaczmarowski | Boortmeerbeek Beringen Antwerpen    | Cédric & Anaïs (Antwerpen) | Younes & Eline (Beringen)                         |
| 3       | 2023    | Dina Tersago | Cerina Marchetta | Bart Appeltans | Béa Vandendael  | Johny Kaczmarowski | Aalst Hasselt Antwerpen             | Ana & Enis (Antwerpen)     | Bavo & Kayleigh (Hasselt)                         |
| 4       | 2025    | Dina Tersago | Cerina Marchetta | Bart Appeltans | Béa Vandendael  | Johny Kaczmarowski | Nieuwpoort Mechelen Lummen Haasdonk | Eros & Soumaya (Haasdonk)  | Ashley & Emiel (Mechelen)                         |

## Jury
De jury bestond in seizoen 1 uit aannemer Cerina Marchetta en interieurarchitect Gert Voorjans. In seizoen 2 werd de jury versterkt met de komst van onderneemster en makelaar Hadisa Suleyman. In seizoen 3 worden Gert en Hadisa vervangen door Bart en Béa, bekend van het programma Blind Gekocht.
| Jury             | Seizoen 1 | Seizoen 2 | Seizoen 3 | Seizoen 4 |
| ---------------- | --------- | --------- | --------- | --------- |
| Gert Voorjans    |           |           |           |           |
| Cerina Marchetta |           |           |           |           |
| Hadisa Suleyman  |           |           |           |           |
| Bart Appeltans   |           |           |           |           |
| Béa Vandendael   |           |           |           |           |

## Seizoen 1
In seizoen 1 zijn de panden gelegen in Laakdal, Lokeren en Kortrijk. De jury bestaat uit Cerina Marchetta en Gert Voorjans.

### Kandidaten
| Stad     | Team 1      | Team 1     | Team 2      | Team 2      | Team 3       | Team 3         |
| -------- | ----------- | ---------- | ----------- | ----------- | ------------ | -------------- |
| Kortrijk | Jerina (29) | Harry (26) | Tobias (23) | Femke (23)  | Thibaut (23) | Charlotte (22) |
| Laakdal  | Amber (21)  | Kenny (24) | Emiel (24)  | Davina (26) | Jasper (27)  | Laura (24)     |
| Lokeren  | Ruben (25)  | Antje (25) | Anaïs (27)  | Pieter (29) | Gaitan (25)  | Natasja (25)   |

Elk duo van team 3 viel af in de eerste ronde waarbij elk duo een maquette van hun droomwoning moesten realiseren. Elk duo van team 2 viel af nadat hun slaapkamer niet werd verkozen. Antje en Ruben wonnen dit seizoen en verkregen hun gerenoveerde droomwoning uit Lokeren.

### Kijkcijfers
| Afl. | Uitzenddatum  | Kijkcijfers |
| ---- | ------------- | ----------- |
| 1    | 3 maart 2021  | 468.872     |
| 2    | 10 maart 2021 | 401.878     |
| 3    | 17 maart 2021 | 447.652     |
| 4    | 31 maart 2021 | 406.969     |
| 5    | 7 april 2021  | 445.300     |
| 6    | 14 april 2021 | 373.294     |
| 7    | 21 april 2021 | 443.392     |
| 8    | 28 april 2021 | 489.213     |
| 9    | 5 mei 2021    | 447.598     |
| 10   | 12 mei 2021   | 479.941     |
| 11   | 19 mei 2021   | 500.750     |
| 12   | 26 mei 2021   | 661.274     |

## Seizoen 2
In seizoen 2 lagen de panden in Boortmeerbeek, Beringen en Antwerpen. De jury bestaat dit seizoen uit terugkerende juryleden Cerina Marchetta en Gert Voorjans die dit seizoen worden bijgestaan door nieuw jurylid Hadisa Suleyman.

### Kandidaten
| Stad          | Team 1      | Team 1     | Team 2         | Team 2       | Team 3      | Team 3         |
| ------------- | ----------- | ---------- | -------------- | ------------ | ----------- | -------------- |
| Boortmeerbeek | Alexia (28) | Emiel (30) | Sebastian (25) | Ines (27)    | Elise (26)  | Yorick (31)    |
| Beringen      | Younes (28) | Eline (25) | Didier (28)    | Melanie (31) | Mattia (23) | Yasmine (21)   |
| Antwerpen     | Cédric (23) | Anaïs (21) | Lien (23)      | Melvin (23)  | Sky (28)    | Charlotte (27) |

Elk duo van team 3 viel af in de eerste ronde waarbij elk duo een maquette van hun droomwoning moesten realiseren. Elk duo van team 2 viel af nadat hun slaapkamer niet werd verkozen. In de halve finale viel team Boortmeerbeek af en werd de finale gespeeld tussen Beringen en Antwerpen waarbij Cédric en Anaïs uiteindelijk wonnen en hun woning in Antwerpen verkregen.

### Kijkcijfers
| Afl. | Uitzenddatum  | Kijkcijfers |
| ---- | ------------- | ----------- |
| 1    | 5 april 2022  | 435.641     |
| 2    | 7 april 2022  | 337.215     |
| 3    | 12 april 2022 | 388.102     |
| 4    | 14 april 2022 | 265.635     |
| 5    | 19 april 2022 | 393.296     |
| 6    | 21 april 2022 | 299.733     |
| 7    | 26 april 2022 | 360.508     |
| 8    | 28 april 2022 | 375.869     |
| 9    | 3 mei 2022    | 379.370     |
| 10   | 5 mei 2022    | 381.111     |
| 11   | 10 mei 2022   | 392.968     |
| 12   | 12 mei 2022   | 336.629     |
| 13   | 17 mei 2022   | 422.960     |
| 14   | 19 mei 2022   | 347.387     |
| 15   | 24 mei 2022   | 454.357     |
| 16   | 26 mei 2022   | 362.238     |
| 17   | 30 mei 2022   | 494.786     |
| 18   | 31 mei 2022   | 561.731     |
| 19   | 1 juni 2022   | 578.058     |
| 20   | 2 juni 2022   | 480.068     |

## Seizoen 3
In seizoen 3 liggen de panden in Hasselt, Aalst en opnieuw in Antwerpen. De jury bestaat dit maal uit terugkerend jurylid Cerina Marchetta en nieuwe juryleden Bart Appeltans en Béa Vandendael. Na gesprekken met de verschillende kandidaten startte het 2de seizoen met 2 teams, in plaats van 3 zoals voorgaanden seizoenen, op elke locatie. Er viel geen duo meer af bij de maquette ronde. Na het inrichten van de slaapkamer viel elk duo van team 2 af. Door een ex aequo in de halve finale werden alle 3 de teams doorgestuurd naar de finale. Aalst kon na het geven van de punten door de potentiële kopers en de makelaars al geen kans meer maken op de winst. Zij werden derde. Tijdens de finale wonnen Ana en Enis hun woning in Antwerpen. Team Hasselt werd tweede. 

### Kandidaten
| Stad      | Team 1     | Team 1        | Team 2       | Team 2       |
| --------- | ---------- | ------------- | ------------ | ------------ |
| Antwerpen | Ana (32)   | Enis (36)     | Tom (26)     | Alice (25)   |
| Hasselt   | Bavo (21)  | Kayleigh (23) | Herbert (29) | Cynthia (29) |
| Aalst     | Anouk (26) | Martin (28)   | Leonard (27) | Naomi (28)   |

### Kijkcijfers
| Afl. | Uitzenddatum     | Kijkcijfers | Onderwerp                                        |
| ---- | ---------------- | ----------- | ------------------------------------------------ |
| 1    | 31 oktober 2023  | 435.318     | Panden bezichtigingen                            |
| 2    | 2 november 2023  | 318.700     | Maquettes                                        |
| 3    | 7 november 2023  | 355.456     | Ruwbouwwerken                                    |
| 4    | 9 november 2023  | 367.385     | Ruwbouwwerken                                    |
| 5    | 14 november 2023 | 343.805     | Inrichten slaapkamer                             |
| 6    | 16 november 2023 | 600.741     | Inrichten slaapkamer                             |
| 7    | 21 november 2023 | 432.439     | Inrichten leefruimte                             |
| 8    | 23 november 2023 | 425.557     | Inrichten leefruimte                             |
| 9    | 28 november 2023 | 381.475     | Inrichten badkamer                               |
| 10   | 30 november 2023 | 399.873     | Inrichten badkamer                               |
| 11   | 5 december 2023  | 427.565     | Inrichten tuin                                   |
| 12   | 7 december 2023  | 444.576     | Inrichten tuin                                   |
| 13   | 12 december 2023 | 418.779     | Inrichten keuken                                 |
| 14   | 14 december 2023 | 437.540     | Inrichten keuken                                 |
| 15   | 19 december 2023 | 410.348     | Herinrichten slaapkamer voormalige tegenstanders |
| 16   | 21 december 2023 | 353.924     | Herinrichten slaapkamer voormalige tegenstanders |
| 17   | 26 december 2023 | 412.243     | Finaleweek                                       |
| 18   | 28 december 2023 | 570.919     | Finaleweek                                       |
| 19   | 2 januari 2024   | 615.110     | Finale                                           |
| 20   | 4 januari 2024   | 513.279     | Terugblik met winnaars                           |

## Seizoen 4
Na afloop van seizoen 3 werd aangekondigd dat er een 4de seizoen zal komen. Voor seizoen 4 zijn er dit keer vier panden te renoveren. Deze liggen in Nieuwpoort, Mechelen, Lummen en Haasdonk. Na het inrichten van de slaapkamer viel elk duo van team 2 af. In de halve finale vielen de teams van Lummen en Nieuwpoort af en werd de finale gespeeld tussen Haasdonk en Mechelen waarbij Eros en Soumaya uiteindelijk wonnen en hun woning in Haasdonk verkregen.

### Kandidaten
| Stad       | Team 1       | Team 1     | Team 2       | Team 2      |
| ---------- | ------------ | ---------- | ------------ | ----------- |
| Mechelen   | Ashley (25)  | Emiel (24) | Ruth (32)    | Bowdy (29)  |
| Lummen     | Iman (35)    | Mo (33)    | Nico (37)    | Daisy (30)  |
| Haasdonk   | Soumaya (27) | Eros (28)  | Meaghan (22) | Manu (24)   |
| Nieuwpoort | Axelle (21)  | Seppe (22) | Luca (25)    | Sarvar (28) |

### Kijkcijfers
| Afl. | Uitzenddatum     | Kijkcijfers | Onderwerp                                                             |
| ---- | ---------------- | ----------- | --------------------------------------------------------------------- |
| 1    | 25 februari 2025 | 577.463     | Panden bezichtigingen en maquettes presenteren Mechelen en Lummen     |
| 2    | 27 februari 2025 | 564.703     | Panden bezichtigingen en maquettes presenteren Haasdonk en Nieuwpoort |
| 3    | 4 maart 2025     | 529.574     | Ruwbouwwerken                                                         |
| 4    | 6 maart 2025     | 511.468     | Ruwbouwwerken                                                         |
| 5    | 11 maart 2025    | 589.235     | Technieken                                                            |
| 6    | 13 maart 2025    | 564.073     | Technieken                                                            |
| 7    | 18 maart 2025    | 564.180     | Inrichten slaapkamer                                                  |
| 8    | 25 maart 2025    | 546.278     | Inrichten slaapkamer                                                  |
| 9    | 27 maart 2025    | 573.288     | Inrichten slaapkamer                                                  |
| 10   | 1 april 2025     | 615.011     | Inrichten leefruimte                                                  |
| 11   | 3 april 2025     | 513.551     | Inrichten leefruimte                                                  |
| 12   | 8 april 2025     | 551.871     | Inrichten leefruimte                                                  |
| 13   | 10 april 2025    | 549.229     | Inrichten leefruimte                                                  |
| 14   | 15 april 2025    | 590.551     | Inrichten badkamer                                                    |
| 15   | 17 april 2025    | 562.210     | Inrichten badkamer                                                    |
| 16   | 22 april 2025    | 647.216     | Inrichten badkamer                                                    |
| 17   | 24 april 2025    | 713.067     | Inrichten eetkamer en keuken                                          |
| 18   | 29 april 2025    | 552.591     | Inrichten eetkamer en keuken                                          |
| 19   | 1 mei 2025       | 605.254     | Inrichten eetkamer en keuken                                          |
| 20   | 6 mei 2025       | 629.369     | Inrichten tuin                                                        |
| 21   | 8 mei 2025       | 627.305     | Inrichten tuin                                                        |
| 22   | 13 mei 2025      | 594.831     | Inrichten tuin                                                        |
| 23   | 15 mei 2025      | 442.897     | Inrichten vrije kamer                                                 |
| 24   | 20 mei 2025      | 400.905     | Inrichten vrije kamer                                                 |
| 25   | 22 mei 2025      | 459.562     | Inrichten vrije kamer                                                 |
| 26   | 27 mei 2025      | 539.941     | Finaleweek                                                            |
| 27   | 29 mei 2025      | 533.397     | Finaleweek                                                            |
| 28   | 3 juni 2025      | 504.074     | Voeren campagne door finalisten                                       |
| 29   | 4 juni 2025      | 604.862     | Finale                                                                |
| 30   | 5 juni 2025      | 441.594     | Terugblik met winnaars                                                |

## Huis Gesmaakt
Op VTM GO liep er gedurende het eerste seizoen Huis Gesmaakt waarbij Gert Voorjans in huizen van Bekende Vlamingen gaat rondneuzen om te raden van wie de woonst is. Zo gaat hij bijvoorbeeld langs bij Jan Verheyen, Gordon, Jean-Marie Dedecker, ... Met seizoen 3 keerde het programma terug op VTM GO waarin dit keer Bart Appeltans terug in huizen van Bekende Vlamingen gaat kijken.
| Afl.      | Bekende Vlaming                  | Beroep                              | Presentatie    |
| Seizoen 1 | Seizoen 1                        | Seizoen 1                           | Seizoen 1      |
| --------- | -------------------------------- | ----------------------------------- | -------------- |
| 1         | Christoff                        | Zanger                              | Gert Voorjans  |
| 2         | Jan Verheyen                     | Regisseur, presentator              | Gert Voorjans  |
| 3         | Bent Van Looy                    | Zanger                              | Gert Voorjans  |
| 4         | Paul De Grande                   | Antiekhandelaar                     | Gert Voorjans  |
| 5         | Jean-Marie Dedecker              | Politicus, ex-judocoach             | Gert Voorjans  |
| 6         | Gordon                           | Presentator, zanger                 | Gert Voorjans  |
| 7         | Wim Ballieu                      | Kok                                 | Gert Voorjans  |
| 8         | Boxy's                           | Koks                                | Gert Voorjans  |
| 9         | Pat Krimson & Loredana           | DJ & zangeres                       | Gert Voorjans  |
| 10        | Gert Voorjans                    | Interieurarchitect                  | Gert Voorjans  |
| 11        | Compilatie                       |                                     | Gert Voorjans  |
| 12        | Compilatie                       |                                     | Gert Voorjans  |
| Seizoen 2 |                                  |                                     |                |
| 1         | Goedele Liekens                  | Presentatrice, politica, psycholoog | Bart Appeltans |
| 2         | Elodie Gabias                    | Influencer                          | Bart Appeltans |
| 3         | Francesco Planckaert             | Ex-wielrenner, mediafiguur          | Bart Appeltans |
| 4         | Natalia                          | Zangeres                            | Bart Appeltans |
| 5         | Pascal Braeckman                 | Geluidsman, mediafiguur             | Bart Appeltans |
| 6         | Candice Martens (Blind Getrouwd) | Lerares, programmakandidaat         | Bart Appeltans |
| 7         | Charlotte Van Brabander          | Pokerspeelster, gamer               | Bart Appeltans |
| 8         | Julie Vermeire                   | Danseres                            | Bart Appeltans |
| 9         | Alexander Hendrickx              | Hockeyspeler                        | Bart Appeltans |
| 10        | Lesley-Ann Poppe                 | Model, mediafiguur                  | Bart Appeltans |

## Trivia
- In seizoen 2 komen een paar Bekende Vlamingen de koppels helpen. Zo komt Sieg Dedoncker Cédric helpen vloeren en Bartel Van Riet helpen met de verschillende tuinen. Ook Niels Albert is te zien. In seizoen 3 is Bartel Van Riet terug te zien als tuindeskundige. Ook in seizoen 4 is hij te zien.

- In seizoen 4 komen Dina Tersago en haar man Wim Hubrechtsen de koppels in Haasdonk helpen met het realiseren van de slaapkamer. Dit omdat Haasdonk de ruwbouw het best (en als enige) afgewerkt had.[5] In aflevering 16 van datzelfde seizoen krijgen de koppels ook twee uur hulp van Cédric (winnaar seizoen 2) en Enis (winnaar seizoen 3).[6]